# Operation Flaming Dart
Schlacht um Tua Hai (1960) – Schlacht um Ap Bac (1963) – Schlacht von Nam Dong (1964) – Tonkin-Zwischenfall (1964) – Operation Flaming Dart (1965) – Operation Rolling Thunder (1965–68) – Schlacht von Dong Xoai (1965) – Schlacht im Ia-Drang-Tal (1965) – Operation Crimp (1966) – Operation Hastings (1966) – Schlacht von Long Tan (1966) – Operation Attleboro (1966) – Operation Cedar Falls (1967) – Schlacht um Hügel 881 (1967) – Schlacht bei Dak To (1967) – Schlacht um Khe Sanh (1968) – Tet-Offensive (1968) – Schlacht um Huế (1968) – Operation Speedy Express (1968/69) – Operation Dewey Canyon (1969) – Schlacht am Hamburger Hill (1969) – Operation Menu (1969/70) – Operation Lam Son 719 (1971) – Schlacht um FSB Mary Ann (1971) – Schlacht um Quảng Trị (1972) – Operation Linebacker (1972) – Operation Linebacker II (1972) – Schlacht von Xuan Loc (1975) – Operation Frequent Wind (1975)
Die Operation Flaming Dart (zu Deutsch: Operation Flammender Pfeil) war ein Angriff US-amerikanischer und südvietnamesischer Streitkräfte gegen nordvietnamesische Stellungen während des Vietnamkriegs im Jahre 1965. Die dreiwöchige, in zwei Teilen durchgeführte Operation galt als 'Vergeltungsaktion' nach einem Angriff der Nationalen Front für die Befreiung Südvietnams (NLF) auf den US-Stützpunkt Camp Holloway bei Pleiku.

## Hintergrund
US-Präsident Lyndon B. Johnson ordnete im Februar 1965 eine Reihe von Luftangriffen nach mehreren Angriffen von Einheiten der NLF auf US-Stützpunkte an, insbesondere als Reaktion auf einen Mörserangriff in Pleiku. Während dieser Angriffe platzierten Pioniere der NLF Sprengladungen, die vier de Havilland Canada C-7 Caribous, vier Leichtflugzeuge und fünf Hubschrauber zerstörten und weitere elf Hubschrauber beschädigten.

## Die Operation
Am 7. Februar 1965 wurden 49 Vergeltungseinsätze als Flaming Dart I geflogen. Flaming Dart I zielte auf nordvietnamesische Armeestützpunkte in der Nähe von Đồng Hới, während der zweite Teil der Operation auf die Logistik und Kommunikation der NLF in der Nähe der vietnamesischen entmilitarisierten Zone nördlich der Stadt Huế abzielte. Unter den Piloten befand sich auch Luftwaffengeneral Nguyễn Cao Kỳ der südvietnamesischen Luftwaffe (VNAF), der zu dem Zeitpunkt auch Mitglied der regierenden Militärdiktatur Südvietnams war.
Am 10. Februar 1965 griffen die NLF eine Hotelunterkunft von US-Soldaten in Qui Nhon als Reaktion auf Flaming Dart I an, was zu den Luftangriffen von Flaming Dart II führte. Die US Navy startete 99 Jagdbomber von drei Flugzeugträgern – Hancock, Coral Sea und Ranger. Während die Jagdbomber die Stadt Chanh Hoa bombardierten, griffen die VNAF und die US Air Force (USAF) die Stadt Chap Le an. Die VNAF verwendete 28 propellergetriebene Douglas A-1 Skyraider, während die USAF den Angriff mit der gleichen Anzahl an strahlgetriebenen North American F-100 Super Sabre durchführten. Während Amerikaner im Laufe der Operation Farm Gate mit ihren südvietnamesischen Verbündeten im Kampf geflogen waren, verschärften die Angriffe der USAF in Südvietnam den Krieg durch den Einsatz von Düsenflugzeugen.
Die amerikanische Reaktion auf die kommunistische Eskalation war nicht nur auf die Bombardierung Nordvietnams beschränkt. Die amerikanische Regierung weitete den Einsatz von Luftwaffen aus, indem sie den Einsatz von US-amerikanischen Kampfflugzeugen genehmigte, um Ziele in Südvietnam anzugreifen. Am 19. Februar führten B-57-Kampfflugzeuge die ersten von Amerikanern geflogenen Angriffe mit Strahltriebwerken zur Unterstützung südvietnamesischer Bodeneinheiten durch. Am 24. Februar schlugen Kampfflugzeuge der USAF erneut zu und brachen diesmal einen kommunistischen Hinterhalt im Zentralen Hochland mit einer Reihe von massiven taktischen Lufteinsätzen auf.

## Nachwirkungen
Nach den Angriffen der Operation Flaming Dart folgte später die Operation Rolling Thunder, mit der am 2. März 1965 eine 44-monatige Luftoffensive gegen Ziele in Nordvietnam und Laos begann.
Während des Krieges wurden auch andere Luftangriffe durchgeführt. Bis zum Ende des Krieges waren die amerikanischen Bombenangriffe während des Vietnamkrieges mit 7.662.000 Tonnen Munition der schwerste Luftangriff der Geschichte.

## Weitere Quellen
- Frankum, Ronald Bruce. Like Rolling Thunder: The Air War in Vietnam, 1964–1975, Rowman & Littlefield, 2005. ISBN 0-74-254302-1.